# Амир Хосроу Дехлави
Вижте пояснителната страница за други личности с името Амир.
Амир Хосроу Дехлави, рождено име Абул Хасан Яминадин Хосроу (на персийски: ابوالحسن یمین‌الدین خسرو, на урду: ابوالحسن یمین‌الدین خسرو, на хинди: अबुल हसन यमीनुददीन ख़ुसरो), е средновековен персийски поет от индийски произход, легендарна фигура за индийската култура, известен също като музикант, създател на нови музикални инструменти и автор на класически индийски песни.
Наричан е Пойната птица на Индия заради приноса му към развитието на персийската и индийската литература. Издава 5 дивана със стихове, създава исторически поеми и проза за събитията, на които е бил свидетел. В знак на почит към големия персийски поет Низами и в подражание на неговото Хамсе съчинява цикъл от 5 големи поеми в стил маснави.
Живял е в Делхийски султанат, бил е придворен поет и хронист. През целия си живот се ползвал с благоразположението на всички управлявали по неговото време султани.

## Биография
Роден е през 1253 г. в Патиали, град в Делхийския султанат (днес индийски щат Утар Прадеш), в семейство със смесена етническа принадлежност – бащата, Амир Сайфудин Махмуд, е от тюркски произход, а майката е от високо индийско потекло. Махмуд напуска Средна Азия поради монголското нахлуване и мигрира в Индия. Там той се жени и постъпва на военна служба при делхийския султан. Загива при едно от сраженията с монголците, когато Амир Хосроу е на 7 години. Семейството обаче запазва своето високо положение и това дава възможност на порасналия Амир Хосроу да привлече вниманието на сина на султана, принц Мохамад. Принцът, който е покровител на литература и изкуство, оценява високо поетичните способности на Амир Хосроу и младият поет става централна фигура в обкръжението на Мохамад. След смъртта на принца Амир Хосроу се мести в Делхи, където до края на живота си се радва на покровителството на всеки султан, заемал делхийския престол. Дехлави е псевдоним на Амир Хосроу, производно е от Делхи и означава делхийски.
През 1272 г. поетът се присъединява към един от най-влиятелните суфистки тарикати Чищия и става близък с неговия глава, шейх Низамедин Аулия. Посвещава на шейха няколко свои поеми, нарича го свой учител, но не подчинява изцяло своето творчеството на суфистките идеи. Умира скоро след Аулия и е погребан в близост до неговия гроб в Делхи.

## Творчество
На Амир Хосроу принадлежи голям брой разнообразни по стил и съдържание произведения, написани на персийски – стихове, поеми на исторически теми, литературни есета, трудове за теорията на поезията и музиката. Смятан е за един от най-плодотворните персийски поети и е автор, според Джами, на 99 книги. Благодарение на своето знание на персийски, арабски, турски и индийски езици създава остроумни смислови съчетания, използва игра на думи, прилага впечатляващи литературни подходи. Обогатява персийската литература с индийска тематика и същевременно допринася за развитието на индийската поезия чрез привнасяне на елементи от персийската поетическа система. Значителният му принос към двете големи средновековни литератури прави Дехлави техен забележителен представител.
Като почитател на творчеството на Низами Дехлави е един от първите и успешните негови последователи. В подражание на прочутото „Хамсе“ той създава своя цикъл от пет поеми, известни като „Хамсе на Амир Хосроу“. Известният иранист Ян Рипка оценява високо както нивото на този цикъл, така и неговото значение за персийската литература. В рамките на своето хамсе (петокнижие) освен поемите, които са с подобен сюжет, както при Низами, Дехлави включва и оригинално съдържание. Поемата „Хащ Бехещ“ („Осем райски градини“), оформена в същия вид и разказваща за същите събития, като тези, описани в „Хафт пейкар“ на Низами, съдържа една различна приказка на първата принцеса. Приказката става известна в англоезичната среда под название „Тримата принцове на Серендип“ и въвежда в употреба понятието серендипити (serendipity). Хамсе на Дехлави изиграва важна роля за популяризирането на наследството на Низами.
Амир Хосроу съчинява стиховете освен на персийски и на арабски език, и на хиндустани, използва в своите съчинения много думи от санскрит и пракрит. Стиховете, написани на индийски диалекти, изследователите на творчеството му разглеждат като опити за прилагане на арабо-персийската прозодия и ги свързват с развитието на литературата на урду. С неговото име свързват множество индийски гатанки и каламбури.
Музикалните си знания Дехлави проявява чрез песни, които създава, съчинявайки музика към индийските си стихове. Песните с предполагаемо негово авторство се пеят и се ползват с успех и в днешна Индия. Макар че няма исторически доказателства, широко е разпространено мнението, че съчиненията на Дехлави са в основата на възникването на такива музикални форми като кавали, тарана и др. На него се приписва и изобретяването на музикалните инструменти ситар и табла.

### Списък на известни произведения
Литературното наследство на Амир Хосроу се характеризира с разнообразие на жанрове. Наред с традиционните касиди, газели, рубаи и други малки форми той създава големи поеми, пише историческа проза, автор е на научни трудове. Произведенията отразяват събитията в обществения и политическия живот на султаната, съдържат множество интересни детайли за индийската култура, традиции и природа.

#### Поезия
Пет дивана със стихове под общото название „Пет съкровища“ (پنج گنج, Пяндж гяндж), всеки от които се отнася до определен период от живота на Дехлави:
- „Дар на детството“ (تحفةالصّغر, Тохфат ал-сегар), 1273 г., първият диван, събрал стиховете, написани до 19-годишната възраст;
- „Среда на живота“ (وسط‌الحیوة, Васт ал-хаят), 1279 г., вторият диван със стихове, написани на възраст между 20 и 34 години;
- „Възход на съвършенство“ (غرّةالکمال Горат ал-камал), 1294 г., с голям увод в проза с автобиографични данни;
- „Остатък от чистота“ (بقیة نقیّه, Багия-йе нагия), 1316 г., четвъртият диван;
- „Връх на съвършенство“ (نهایةالکمال, Нехаят ал-камал), 1325 г., последният диван, създаден малко преди смъртта на поета.

Сборник от пет маснави, „Хамсе на Амир Хосроу“, написани през периода 1298 – 1301 в почит на Низами и по подобие на неговото Хамсе:
- „Изгревът на светилата“ (مطلع‌الانوار, Матла-е ал-анвар) – съответства на „Съкровищница на тайни“;
- „Ширин и Хосроу“ (شیرین و خسرو, Ширин о Хосроу) – съответства на „Хосроу и Ширин“;
- „Маджнун и Лейли“ (مجنون و لیلی, Маджнун о Лейли) – съответства на Лейли и Маджнун;
- „Огледало на Искандер“ (آیینهٔ سکندری, Айне-йе Ескандари) – съответства на „Ескандарнаме“, но е посветено на последните години на Александър Македонски и неговата смърт;
- „Осем райски градини“ (هشت بهشت, Хащ бехещ) – съответства на „Хафт пейкар“.

Големи поеми в стил маснави с описание на исторически събития и възхвала на участващите в тях високи покровители на поета:
- „Среща на две благи звезди“ (قران‌السعدین, Геран ал-садаин), 1289 г., описва се помиряването на Бугра Хан, султан на Бенгалия, със сина му Кайгобад, делхийския султан;
- „Ключ към победи“ (مفتاح‌الفتوح, Метфах ал-фотух), 1291 г., поема за победите на султан Джалаладин Фируз Халджи.
- „Довалрани и Хазер Хан“ (دولرانی و خضرخان, Довалрани о Хазер Хан) или Ашига (عاشقیہ, Ашгия), 1316 г., история на любовта на Хазер Хан, сина на Джалаладин, и индийската принцеса Довалрани.
- „Тоглаг-наме“ (تغلق‌نامه), хроника на династията Тоглаг, управлявала Делхийски султанат в периода 1321 – 1413.

Образец на поетичното майсторство на Амир Хосроу:
- „Девет небосвода“ (نه سپهر, Нох сепехр), 1318 г. Използват се девет поетични метри, описани са индийските традиции.

#### Проза
- „Съкровищата на победите“ (خزائن الفتوح, Хазаен ал-фотух), 1311 г., описва постиженията на султан Аладин Халджи.
- „Вълшебства на Хосроу“ (اعجاز خسروى, Еджаз-е Хосрави), 5-томно събрание на завършени през 1319 г. разнообразни произведения, най-ярко проявили литературния талант на Хосроу Дехлави.